# Brazalete de Portalegre

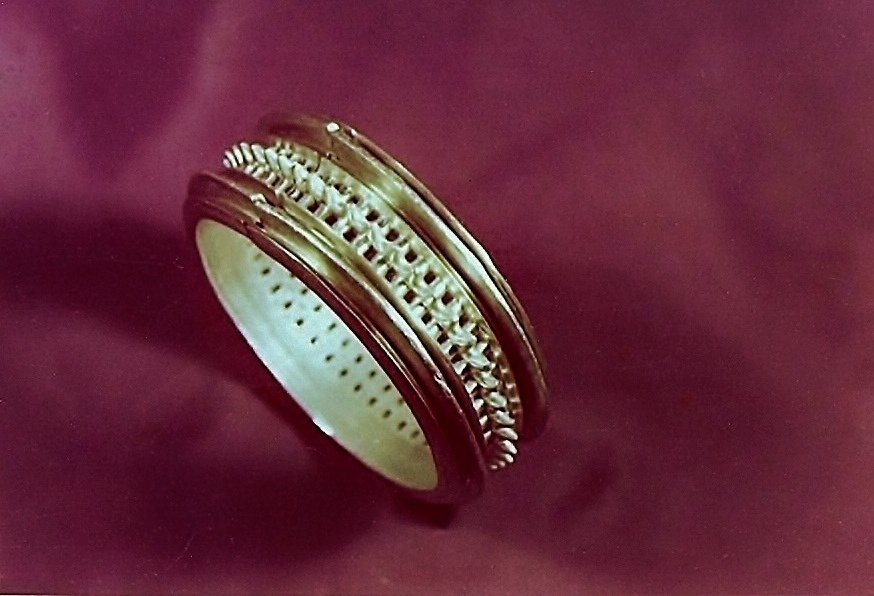
Brazalete número 28 del Tesoro de Villena, muy similar al Brazalete de Portalegre y el de Estremoz.

Ubicación del municipio de Portalegre dentro de Portugal, lugar del hallazgo del Brazalete

El Brazalete de Portalegre es un brazalete de oro que data de la Edad de Bronce, cuyo hallazgo se produjo en Portalegre, ciudad portuguesa, capital del Distrito de Portalegre, en la región del Alentejo y subregión del Alto Alentejo.

## Simbología
Se trata de un complemento destinado al adorno personal, que forma parte del conjunto de piezas del estilo de orfebrería Villena/Estremoz, estando emparentado con los brazaletes hallados en el llamado Tesoro de Villena y con el Brazalete de Estremoz.

## Características
- Forma: Brazalete con dos series de líneas dobles de púas entre galones semicirculares, con su parte superior incisa con líneas paralelas semicirculares.
- Material: Oro.
- Contexto/Estilo: Bronce Final.
- Técnica: Pulido, calado, fundición a la cera perdida.
- Altura: ?.
- Diámetro: ?.
- Peso: 598,5 gramos.